# Rippershausen
Rippershausen – miejscowość i gmina w Niemczech, w kraju związkowym Turyngia, w powiecie Schmalkalden-Meiningen.
Niektóre zadania administracyjne realizowane są przez miasto Meiningen, które pełni rolę "gminy realizującej" (niem. "erfüllende Gemeinde").